# Каракойш
Каракойш (порт. caracóis) — страва з варених равликів у португальській кухні, що зазвичай подається як закуска до алкоголю.

## Приготування

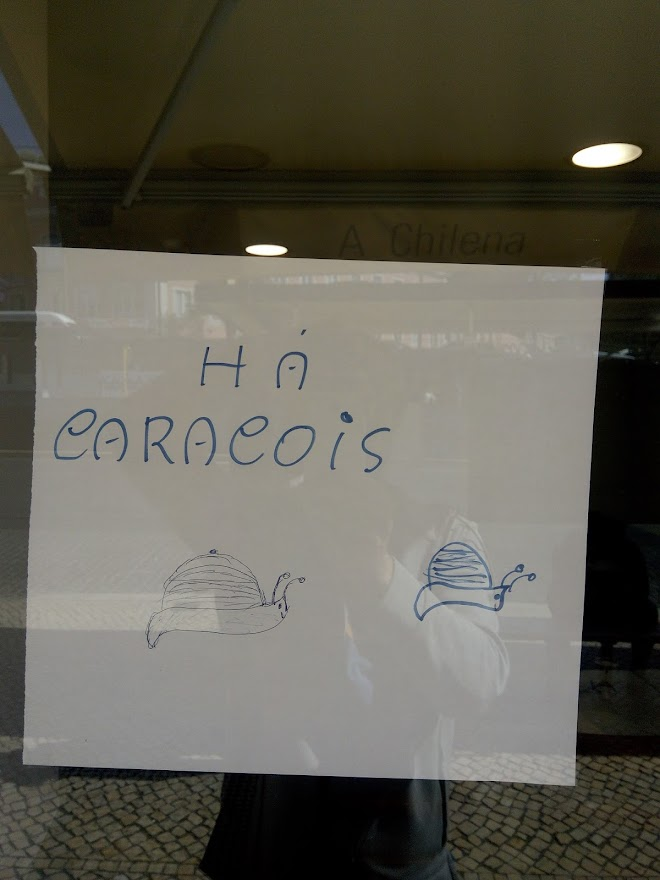
Об'ява на кафе, що там є равлики

Їх присмачують оливковою олією та/або вершковим маслом, часником, соусом з португальського перцю чилі, відомим як пірі-пірі, та великою кількістю орегано.
Страва схожа на французьке ескарго, але португальські равлики дещо відрізняються від тих, що подаються у Франції. По-перше, каракойш невеликі равлики виду Theba pisana та Otala lactea. По-друге, їх готують у бульйоні.

## Вживання
Споживання каракойш — це соціальна традиція, або як закуска перед їжею, або як закуска в другій половині дня разом із напоєм, або як розвага під час перегляду спортивного заходу та розпиття пива.